# Stanislavciîk, Brodî
Stanislavciîk (în ucraineană Станіславчик) este localitatea de reședință a comunei Stanislavciîk din raionul Brodî, regiunea Liov, Ucraina.

## Demografie
Componența lingvistică a localității Stanislavciîk
     Ucraineană (99,78%)
     Alte limbi (0,22%)
Conform recensământului din 2001, majoritatea populației localității Stanislavciîk era vorbitoare de ucraineană (99,78%), existând în minoritate și vorbitori de alte limbi.